# Ang Panday 2
Ang Panday 2 è un film del 2011 diretto da Mac Alejandre.
Fu distribuito nelle sale filippine il 25 dicembre 2011 in occasione del 37º Metro Manila Film Festival.
Basato sull'omonimo personaggio dei fumetti di Carlo J. Caparas, il film è il seguito di Ang Panday, uscito due anni prima.

## Trama
Gli umani continuano a lottare contro creature malvagie sovrannaturali, per la definitiva liberazione della specie umana. Lizardo, infatti, è ancora vivo e desideroso come non mai di potere. Toccherà nuovamente a Flavio salvare il destino degli abitanti della Terra. 

## Riprese
Le riprese del film si sono svolte nella provincia di Rizal.